# Columneinae
Columneinae je podtribus gesnerijevki, dio tribusa Gesnerieae. Sastoji se od 28 rodova

## Rodovi
1. Nautilocalyx Linden (41 spp.)
2. Centrosolenia Benth. (14 spp.)
3. Chrysothemis Decne. (9 spp.)
4. Paradrymonia Hanst. (15 spp.)
5. Trichodrymonia Oerst. (29 spp.)
6. Pagothyra (Leeuwenb.) J. F. Sm. & J. L. Clark (1 sp.)
7. Crantzia Scop. (3 spp.)
8. Glossoloma Hanst. (30 spp.)
9. Alloplectus Mart. (7 spp.)
10. Drymonia Mart. (82 spp.)
11. Columnea L. (218 spp.)
12. Corytoplectus Oerst. (12 spp.)
13. Neomortonia Wiehler (1 sp.)
14. Pachycaulos J. L. Clark & J. F. Sm. (2 sp.)
15. Alsobia Hanst. (6 spp.)
16. Episcia Mart. (9 spp.)
17. Christopheria J. F. Sm. & J. L. Clark (1 sp.)
18. Rufodorsia Wiehler (4 spp.)
19. Oerstedina Wiehler (2 spp.)
20. Cobananthus Wiehler (1 sp.)
21. Nematanthus Schrad. (32 spp.)
22. Lesia J. L. Clark & J. F. Sm. (2 spp.)
23. Codonanthe (Marloth) Hanst. (8 spp.)
24. Codonanthopsis Mansf. (14 spp.)
25. Rhoogeton Leeuwenb. (2 spp.)
26. Cremersia Feuillet & L. E. Skog (1 sp.)
27. Lampadaria Feuillet & L. E. Skog (1 sp.)
28. Lembocarpus Leeuwenb. (1 sp.)